# Record del Trofeo Nico Sapio
La seguente è una lista dei tempi più veloci mai nuotati nelle varie edizioni del Trofeo Nico Sapio. Le competizioni si svolgono in vasca corta (25 m).
(Dati aggiornati all'edizione del 2022)

## Vasca corta (25m)

### Uomini
| Gara         | Tempo    | + | Atleta             | Nazionalità | Data             | Edizione | Luogo          | Ref   |
| ------------ | -------- | - | ------------------ | ----------- | ---------------- | -------- | -------------- | ----- |
| Stile libero |          |   |                    |             |                  |          |                |       |
| 50 m         | 21"22    |   | Federico Bocchia   | Italia      | 8 novembre 2019  | XLVI     | Genova, Italia | [ 1 ] |
| 100 m        | 46"90    |   | Michael Chadwick   | Stati Uniti | 10 novembre 2018 | XLV      | Genova, Italia | [ 2 ] |
| 200 m        | 1'43"06  |   | Matteo Ciampi      | Italia      | 8 novembre 2022  | XLVIII   | Genova, Italia |       |
| 400 m        | 3'37"86  |   | Matteo Ciampi      | Italia      | 10 novembre 2022 | XLVIII   | Genova, Italia |       |
| 1500 m       | 14'38"96 |   | Michele Lamberti   | Italia      | 8 novembre 2021  | XLVII    | Genova, Italia |       |
| Dorso        |          |   |                    |             |                  |          |                |       |
| 50 m         | 23"21    | b | Guilherme Guido    | Brasile     | 8 novembre 2019  | XLVI     | Genova, Italia | [ 3 ] |
| 100 m        | 49"37    |   | Lorenzo Mora       | Italia      | 8 novembre 2022  | XLVIII   | Genova, Italia |       |
| 200 m        | 1'48"72  |   | Lorenzo Mora       | Italia      | 8 novembre 2022  | XLVIII   | Genova, Italia |       |
| Rana         |          |   |                    |             |                  |          |                |       |
| 50 m         | 25"78    |   | Simone Cerasuolo   | Italia      | 8 novembre 2022  | XLVIII   | Genova, Italia |       |
| 100 m        | 56"80    |   | Simone Cerasuolo   | Italia      | 8 novembre 2022  | XLVIII   | Genova, Italia |       |
| 200 m        | 2'05"01  |   | Marco Koch         | Germania    | 9 novembre 2019  | XLVI     | Genova, Italia | [ 4 ] |
| Farfalla     |          |   |                    |             |                  |          |                |       |
| 50 m         | 22"64    |   | Marius Kusch       | Germania    | 10 novembre 2018 | XLV      | Genova, Italia | [ 5 ] |
| 100 m        | 50"03    |   | Evgenij Korotyškin | Russia      | 1º novembre 2009 | XXXVI    | Genova, Italia | [ 6 ] |
| 200 m        | 1'52"91  |   | Alberto Razzetti   | Italia      | 9 novembre 2019  | XLVI     | Genova, Italia | [ 7 ] |
| Misti        |          |   |                    |             |                  |          |                |       |
| 100 m        | 52"61    |   | Marco Orsi         | Italia      | 9 novembre 2019  | XLVI     | Genova, Italia | [ 8 ] |
| 200 m        | 1'54"26  |   | Alberto Razzetti   | Italia      | 8 novembre 2022  | XLVIII   | Genova, Italia |       |
| 400 m        | 4'07"07  |   | Lorenzo Tarocchi   | Italia      | 9 novembre 2019  | XLVI     | Genova, Italia | [ 9 ] |

Legenda:  - Record del mondo

Record non ottenuti in finale: (b) - batteria; (sf) - semifinale; (s) - staffetta prima frazione.

### Donne
| Gara         | Tempo   | + | Atleta               | Nazionalità | Data             | Edizione | Luogo          | Ref    |
| ------------ | ------- | - | -------------------- | ----------- | ---------------- | -------- | -------------- | ------ |
| Stile libero |         |   |                      |             |                  |          |                |        |
| 50 m         | 24"02   |   | Kelsi Dahlia         | Stati Uniti | 10 novembre 2018 | XLV      | Genova, Italia | [ 10 ] |
| 100 m        | 52"54   |   | Kelsi Dahlia         | Stati Uniti | 4 novembre 2018  | XLV      | Genova, Italia |        |
| 200 m        | 1'54"30 |   | Federica Pellegrini  | Italia      | 10 novembre 2018 | XLV      | Genova, Italia | [ 11 ] |
| 400 m        | 3'59"39 |   | Camille Muffat       | Francia     | 16 novembre 2008 | XXXV     | Genova, Italia | [ 12 ] |
| 800 m        | 8'12"19 |   | Simona Quadarella    | Italia      | 9 novembre 2019  | XLVI     | Genova, Italia | [ 13 ] |
| Dorso        |         |   |                      |             |                  |          |                |        |
| 50 m         | 26"47   |   | Kathleen Baker       | Stati Uniti | 10 novembre 2018 | XLV      | Genova, Italia | [ 14 ] |
| 100 m        | 56"47   |   | Natalie Coughlin     | Stati Uniti | 1º novembre 2011 | XXXVIII  | Genova, Italia | [ 15 ] |
| 200 m        | 2'01"68 |   | Kathleen Baker       | Stati Uniti | 10 novembre 2017 | XLIV     | Genova, Italia | [ 16 ] |
| Rana         |         |   |                      |             |                  |          |                |        |
| 50 m         | 29"41   |   | Benedetta Pilato     | Italia      | 8 novembre 2019  | XLVI     | Genova, Italia | [ 17 ] |
| 100 m        | 1'04"67 |   | Katie Meili          | Stati Uniti | 1º novembre 2015 | XLII     | Genova, Italia | [ 18 ] |
| 200 m        | 2'20"28 |   | Francesca Fangio     | Italia      | 4 novembre 2021  | XLVII    | Genova, Italia |        |
| Farfalla     |         |   |                      |             |                  |          |                |        |
| 50 m         | 25"07   |   | Kelsi Dahlia         | Stati Uniti | 9 novembre 2018  | XLV      | Genova, Italia | [ 19 ] |
| 100 m        | 55"00   |   | Kelsi Dahlia         | Stati Uniti | 10 novembre 2018 | XLV      | Genova, Italia | [ 20 ] |
| 200 m        | 2'06"20 |   | Anna Pirovano        | Italia      | 8 novembre 2019  | XLVI     | Genova, Italia | [ 21 ] |
| Misti        |         |   |                      |             |                  |          |                |        |
| 100 m        | 59"07   |   | Costanza Cocconcelli | Italia      | 4 novembre 2022  | XLVII    | Genova, Italia |        |
| 200 m        | 2'07"28 |   | Ilaria Cusinato      | Italia      | 10 novembre 2018 | XLV      | Genova, Italia | [ 22 ] |
| 400 m        | 4'29"41 |   | Ilaria Cusinato      | Italia      | 9 novembre 2018  | XLV      | Genova, Italia | [ 23 ] |

Legenda:  - Record del mondo

Record non ottenuti in finale: (b) - batteria; (sf) - semifinale; (s) - staffetta prima frazione.